# IAAF Diamond League 2015
La IAAF Diamond League 2015 è stata la 6ª edizione della Diamond League, serie di meeting di atletica leggera organizzati dalla IAAF. I meeting si sono svolti dal 15 maggio all' 11 settembre 2015 con 14 tappe in 11 diversi Stati di 3 continenti diversi.

## Meeting
| Nº | Meeting                    | Sede        | Data         | Resoconto |
| -- | -------------------------- | ----------- | ------------ | --------- |
| 1  | Doha Diamond League        | Doha        | 15 maggio    | Resoconto |
| 2  | Shanghai Golden Grand Prix | Shanghai    | 17 maggio    | Resoconto |
| 3  | Prefontaine Classic        | Eugene      | 29-30 maggio | Resoconto |
| 4  | Golden Gala Pietro Mennea  | Roma        | 4 giugno     | Resoconto |
| 5  | Birmingham Grand Prix      | Birmingham  | 7 giugno     | Resoconto |
| 6  | Bislett Games              | Oslo        | 11 giugno    | Resoconto |
| 7  | Adidas Grand Prix          | New York    | 13 giugno    | Resoconto |
| 8  | Meeting Areva              | Saint-Denis | 4 luglio     | Resoconto |
| 9  | Athletissima               | Losanna     | 9 luglio     | Resoconto |
| 10 | Herculis                   | Monaco      | 17 luglio    | Resoconto |
| 11 | London Anniversary Games   | Londra      | 24-25 luglio | Resoconto |
| 12 | Bauhaus-Galan              | Stoccolma   | 30 luglio    | Resoconto |
| 13 | Weltklasse Zürich          | Zurigo      | 3 settembre  | Resoconto |
| 14 | Memorial Van Damme         | Bruxelles   | 11 settembre | Resoconto |

## Risultati

### Uomini

#### Corse
| Corse     |            |                    |                           |                         |                           |                           |                                  |                               |                        |                                |
| #         | Meeting    | 100 m              | 200 m                     | 400 m                   | 800 m                     | 1 500 m / Miglio          | 3 000 m / 5 000 m                | 110 m hs                      | 400 m hs               | 3 000 m siepi                  |
| 1         | Doha       | Justin Gatlin 9"75 |                           |                         | Ayanleh Souleiman 1'43"78 |                           | Hagos Gebrhiwet 7'38"08          |                               | Bershawn Jackson 48"09 |                                |
| 2         | Shanghai   |                    | Alonso Edward 20"33       | Kirani James 44"66      |                           | Silas Kiplagat 3'35"29    |                                  | David Oliver 13"17            |                        | Jairus Kipchoge Birech 8'05"36 |
| 3         | Eugene     |                    | Justin Gatlin 19"68       | Kirani James 43"95      |                           | Ayanleh Souleiman 3'51"10 |                                  | Pascal Martinot-Lagarde 13"06 | Johnny Dutch 48"20     | Ezekiel Kemboi 8'01"71         |
| 4         | Roma       | Justin Gatlin 9"75 |                           |                         | Mohammed Aman 1'43"56     |                           | Yomif Kejelcha 12'58"39          |                               | Johnny Dutch 48"13     |                                |
| 5         | Birmingham | Marvin Bracy 9"93  |                           |                         | Nijel Amos 1'46"77        |                           | Thomas Pkemei Longosiwa 13'07"26 |                               |                        |                                |
| 6         | Oslo       |                    | Christophe Lemaitre 20"21 | Steven Gardiner 44"64   |                           | Asbel Kiprop 3'51"45      |                                  |                               |                        | Jairus Kipchoge Birech 8'05"63 |
| 7         | New York   | Tyson Gay 10"12    |                           |                         | David Rudisha 1'43"58     |                           | Ben True 13'29"48                | David Oliver 13"19            | Javier Culson 48"48    |                                |
| 8         | Parigi     | Asafa Powell 9"81  |                           | Wayde van Niekerk 43"96 |                           | Silas Kiplagat 3'30"12    |                                  | Orlando Ortega 12"94          |                        | Jairus Kipchoge Birech 7'58"83 |
| 9         | Losanna    |                    | Zharnel Hughes 20"13      |                         | Nijel Amos 1'43"27        |                           | Mo Farah 13'11"77                |                               | Bershawn Jackson 48"71 |                                |
| 10        | Monaco     | Justin Gatlin 9"78 |                           |                         | Amel Tuka 9"75            |                           | Caleb Ndiku 9"75                 |                               | Bershawn Jackson 48"23 |                                |
| 11        | Londra     |                    | Zharnel Hughes 20"05      | Wayde van Niekerk 44"63 |                           | Asbel Kiprop 3'54"87      |                                  | Jason Richardson 13"19        |                        | Conseslus Kipruto 8'09"47      |
| 12        | Stoccolma  |                    | Alonso Edward 20"04       | Machel Cedenio 44"97    |                           | Ayanleh Souleiman 3'33"33 |                                  | Orlando Ortega 13"18          |                        | Hicham Sigueni 8'16"54         |
| 13        | Zurigo     |                    | Alonso Edward 20"03       | LaShawn Merritt 44"18   |                           | Asbel Kiprop 3'35"79      |                                  | Sergej Šubenkov 13"14         |                        | Paul Kipsiele Koech 8'10"24    |
| 14        | Bruxelles  | Justin Gatlin 9"98 |                           |                         | Adam Kszczot 1'45"12      |                           | Yomif Kejelcha 12'53"98          |                               | Jeffery Gibson 48"72   |                                |
| Vincitore | Vincitore  | Justin Gatlin      | Alonso Edward             | Kirani James            | Nijel Amos                | Asbel Kiprop              | Yomif Kejelcha                   | David Oliver                  | Bershawn Jackson       | Jairus Kipchoge Birech         |

#### Concorsi
| Concorsi  |            |                          |                              |                           |                                |                     |                           |                          |
| #         | Meeting    | Salto in lungo           | Salto triplo                 | Salto in alto             | Salto con l'asta               | Getto del peso      | Lancio del disco          | Lancio del giavellotto   |
| 1         | Doha       |                          | Pedro Pablo Pichardo 18.06 m |                           | Konstantinos Filippidis 5.75 m | David Storl 21.51 m |                           | Tero Pitkämäki 88.62 m   |
| 2         | Shanghai   | Aleksandr Men'kov 8.27 m |                              | Mutaz Essa Barshim 2.38 m |                                |                     | Piotr Małachowski 64.65 m |                          |
| 3         | Eugene     |                          |                              | Mutaz Essa Barshim 2.41 m | Renaud Lavillenie 6.05 m       | Joe Kovacs 22.12 m  | Piotr Małachowski 65.59 m |                          |
| 4         | Roma       |                          | Pedro Pablo Pichardo 17.96 m |                           | Renaud Lavillenie 5.91 m       | David Storl 21.46 m |                           | Vítězslav Veselý 88.14 m |
| 5         | Birmingham | Greg Rutherford 8.35 m   | Christian Taylor 17.40 m     |                           |                                |                     |                           | Julius Yego 91.39 m      |
| 6         | Oslo       | Greg Rutherford 8.25 m   |                              | Zhang Guowei 2.36 m       |                                |                     | Robert Urbanek 63.85 m    |                          |
| 7         | New York   |                          | Pedro Pablo Pichardo 17.56 m |                           |                                | Joe Kovacs 21.67 m  |                           | Vítězslav Veselý 83.62 m |
| 8         | Parigi     | Michael Hartfield 8.19 m |                              | Daniil Cyplakov 2.32 m    | Konstantinos Filippidis 5.91 m |                     | Piotr Małachowski 65.57 m |                          |
| 9         | Losanna    |                          | Christian Taylor 18.06 m     |                           | Paweł Wojciechowski 5.84 m     | David Storl 22.20 m |                           | Keshorn Walcott 90.16 m  |
| 10        | Monaco     |                          | Christian Taylor 17.75 m     |                           | Renaud Lavillenie 5.92 m       | Joe Kovacs 22.56 m  |                           | Tero Pitkämäki 88.87 m   |
| 11        | Londra     | Marquis Dendy 8.38 m     |                              | Marco Fassinotti 2.31 m   |                                |                     | Philip Milanov 65.14 m    |                          |
| 12        | Stoccolma  | Greg Rutherford 8.34 m   |                              | JaCorian Duffield 2.32 m  |                                |                     | Piotr Małachowski 65.95 m |                          |
| 13        | Zurigo     | Greg Rutherford 8.32 m   |                              | Mutaz Essa Barshim 2.32 m |                                |                     | Robert Urbanek 65.72 m    |                          |
| 14        | Bruxelles  |                          | Christian Taylor 17.59 m     |                           | Renaud Lavillenie 5.95 m       | Tomas Walsh 21.39 m |                           | Tero Pitkämäki 87.37 m   |
| Vincitore | Vincitore  | Greg Rutherford          | Christian Taylor             | Mutaz Essa Barshim        | Renaud Lavillenie              | Joe Kovacs          | Piotr Małachowski         | Tero Pitkämäki           |

### Donne

#### Corse
| Corse     |            |                               |                       |                               |                        |                        |                         |                          |                       |                           |
| #         | Meeting    | 100 m                         | 200 m                 | 400 m                         | 800 m                  | 1 500 m / Miglio       | 3 000 m / 5 000 m       | 100 m hs                 | 400 m hs              | 3 000 m siepi             |
| 1         | Doha       |                               | Allyson Felix 21"98   | Francena McCorory 50"21       |                        | Dawit Seyaum 4'00"96   |                         | Jasmin Stowers 12"35     |                       | Virginia Nyambura 9'21"51 |
| 2         | Shanghai   | Blessing Okagbare 10"98       |                       |                               | Eunice Sum 2'00"28     |                        | Almaz Ayana 14'14"32    |                          | Kaliese Spencer 54"71 |                           |
| 3         | Eugene     | Shelly-Ann Fraser-Pryce 10"81 |                       |                               | Eunice Sum 1'57"82     |                        | Genzebe Dibaba 14'19"76 |                          |                       |                           |
| 4         | Roma       |                               | Jeneba Tarmoh 22"77   | Francena McCorory 50"36       |                        | Jenny Simpson 3'59"31  |                         | Sharika Nelvis 12"52     |                       | Hyvin Jepkemoi 9'15"08    |
| 5         | Birmingham |                               | Jeneba Tarmoh 22"29   | Stephenie Ann McPherson 52"14 |                        | Sifan Hassan 4'00"30   |                         | Dawn Harper-Nelson 12"58 | Kaliese Spencer 54"45 | Virginia Nyambura 9'24"01 |
| 6         | Oslo       | Murielle Ahouré 11"03         |                       |                               |                        | Laura Muir 4'00"39     | Genzebe Dibaba 14'21"29 | Jasmin Stowers 12"84     | Kaliese Spencer 54"15 |                           |
| 7         | New York   |                               | Tori Bowie 22"23      | Francena McCorory 49"86       | Ajeé Wilson 1'58"83    |                        |                         |                          |                       | Hiwot Ayalew 9'25"26      |
| 8         | Parigi     | Shelly-Ann Fraser-Pryce 10"74 |                       |                               | Eunice Sum 1'56"99     |                        | Genzebe Dibaba 14'15"21 |                          | Zuzana Hejnová 53"76  |                           |
| 9         | Losanna    |                               | Allyson Felix 22"09   | Shaunae Miller-Uibo 49"92     |                        | Sifan Hassan 4'02"36   |                         | Dawn Harper-Nelson 12"55 |                       | Virginia Nyambura 9'16"99 |
| 10        | Monaco     |                               | Candyce McGrone 22"08 | Francena McCorory 49"83       |                        | Genzebe Dibaba 3'50"07 |                         | Sharika Nelvis 12"46     |                       | Habiba Ghribi 9'11"28     |
| 11        | Londra     | Dafne Schippers 10"92         |                       |                               | Eunice Sum 1’58"44     |                        | Mercy Cherono 14’54"81  |                          | Zuzana Hejnová 53"99  |                           |
| 12        | Stoccolma  | Shelly-Ann Fraser-Pryce 10"93 |                       |                               | Rénelle Lamote 1'59"91 |                        | Katie Mackey 8'52"99    |                          | Zuzana Hejnová 54"37  |                           |
| 13        | Zurigo     | Shelly-Ann Fraser-Pryce 10"93 |                       |                               | Eunice Sum 1'59"19     |                        | Almaz Ayana 8'22"34     |                          | Zuzana Hejnová 54"74  |                           |
| 14        | Bruxelles  |                               | Dafne Schippers 22"12 | Shaunae Miller-Uibo 50"48     |                        | Faith Kipyegon 4'16"71 |                         | Dawn Harper-Nelson 12"63 |                       | Habiba Ghribi 9'05"36     |
| Vincitore | Vincitore  | Shelly-Ann Fraser-Pryce       | Allyson Felix         | Francena McCorory             | Eunice Sum             | Sifan Hassan           | Genzebe Dibaba          | Dawn Harper-Nelson       | Zuzana Hejnová        | Virginia Nyambura         |

#### Concorsi
| Concorsi  |            |                          |                           |                        |                               |                             |                         |                             |
| #         | Meeting    | Salto in lungo           | Salto triplo              | Salto in alto          | Salto con l'asta              | Getto del peso              | Lancio del disco        | Lancio del giavellotto      |
| 1         | Doha       | Tianna Bartoletta 6.99 m |                           | Airinė Palšytė 1.94 m  |                               |                             | Sandra Perković 68.10 m |                             |
| 2         | Shanghai   |                          | Caterine Ibargüen 14.85 m |                        | Nikoleta Kyriakopoulou 4.75 m | Gong Lijiao 20.23 m         |                         | Lü Huihui 64.08 m           |
| 3         | Eugene     | Tianna Bartoletta 7.11 m | Caterine Ibargüen 15.18 m |                        |                               |                             |                         | Christina Obergföll 63.07 m |
| 4         | Roma       | Dar'ja Klišina 7.11 m    |                           | Ruth Beitia 2.00 m     |                               |                             | Sandra Perković 67.92 m |                             |
| 5         | Birmingham |                          |                           | Kamila Lićwinko 1.97 m | Fabiana Murer 4.72 m          | Christina Schwanitz 19.68 m | Sandra Perković 69.23 m |                             |
| 6         | Oslo       |                          | Caterine Ibargüen 14.68 m |                        |                               | Christina Schwanitz 20.14 m |                         | Marharyta Dorozhon 64.56 m  |
| 7         | New York   | Christabel Nettey 6.92 m |                           | Ruth Beitia 1.97 m     | Fabiana Murer 4.80 m          |                             | Sandra Perković 68.44 m |                             |
| 8         | Parigi     |                          | Caterine Ibargüen 14.87 m |                        | Nikoleta Kyriakopoulou 4.83 m | Christina Schwanitz 20.31 m |                         | Barbora Špotáková 64.42 m   |
| 9         | Losanna    | Tianna Bartoletta 6.86 m |                           | Anna Čičerova 2.03 m   |                               |                             | Yaimé Pérez 67.13 m     |                             |
| 10        | Monaco     | Ivana Španović 6.87 m    |                           | Marija Kučina 2.00 m   |                               |                             | Sandra Perković 66.80 m |                             |
| 11        | Londra     |                          | Olga Rypakova 14.33 m     |                        | Nikoleta Kyriakopoulou 4.76 m | Michelle Carter 19.74 m     |                         | Madara Palameika 65.01 m    |
| 12        | Stoccolma  |                          | Caterine Ibargüen 14.69 m |                        | Yarisley Silva 4.81 m         | Christina Schwanitz 20.13 m |                         | Barbora Špotáková 65.66 m   |
| 13        | Zurigo     | Ivana Španović 7.02 m    |                           |                        | Nikoleta Kyriakopoulou 4.77 m | Christina Schwanitz 19.91 m |                         | Barbora Špotáková 64.31 m   |
| 14        | Bruxelles  |                          | Caterine Ibargüen 14.60 m | Marija Kučina 2.01 m   |                               |                             | Sandra Perković 67.50 m |                             |
| Vincitore | Vincitore  | Tianna Bartoletta        | Caterine Ibargüen         | Ruth Beitia            | Nikoleta Kyriakopoulou        | Christina Schwanitz         | Sandra Perković         | Barbora Špotáková           |